# Leioderes
Leioderes is een kevergeslacht uit de familie van de boktorren (Cerambycidae). De wetenschappelijke naam van het geslacht werd voor het eerst geldig gepubliceerd in 1845 door Redtenbacher.

## Soorten
Leioderes omvat de volgende soorten:
- Leioderes kollari Redtenbacher, 1849
- Leioderes tuerki (Ganglbauer, 1886)